# 風說者消聲器
風說者消聲器（英語：Wind Talker sound suppressor）是一款由史密斯企業公司所生產的直連型抑制器，供美國軍方所採用、而且裝上了渦旋式消焰器的M14步槍和M4卡賓槍使用。它是對早期型M14直連型（M14 DC）消聲器的改進型。

## 歷史
M14是一款精確而可靠的步槍，但在裝上消聲器使用時的效果卻不盡人意。這是由於兩大因素而造成的。第一因素與槍口以上的幼細螺紋有關，而它倆並非用於連接和拆卸不同的膛口裝置。第二因素是步槍本身的導氣系統，會導致燃氣從抑制器轉而噴向射手的面部。
2003年，史密斯企業公司的羅恩·史密斯和理查德·史密斯，以及費希爾企業的戴夫·費舍爾研製並生產了M14消音器，它可迅速安裝在史密斯企業公司渦旋式消焰器以上或拆卸下來（該消焰器在伊拉克和阿富汗戰爭當中廣受美軍使用）。先前M14配用的消聲器方案包括，將該步槍原廠的消焰器連同準星組件一併拆卸下來（有時還需要導氣箍），但這可能會引致步槍零件丟失並導而導致其失效。
最初的版本命名為M14直連型（M14 Direct Connect，縮寫：M14 DC），並且是原廠為M14SE／M21A5和Mk 14增強型戰鬥步槍系統而提供的一部分。M14直連型消聲器的獨特之處在於，它是第一款專門為M14步槍而特別製造的消聲器，而且可以在現場進行拆卸以進行日常維護，而不必將其退還給生產商。
2006年，該消聲器的主體改進為钛製，從而使得該消聲器的重量從超過2磅降低至1.42磅。2009年，費舍爾為了採用了另一種樣式的槍口消焰／制退器的M1A SOCOM步槍，設計了一具可選用的鎖緊環。
隨著2011年對戰爭的投入下降，費希爾企業和史密斯企業停止了他們之間的合作，而史密斯方面仍然對M14直連型進行了一些改進，並且將該新型號再命名為風說者。該新型號的功能包括新的阻體設計，由碳氮共滲不鏽鋼所製成的縮短型鎖緊環和連接器以上的轉輪式身管切口，從而使得裝藥燃氣從鎖緊環的正前方排出來。

## 技術規格
風說者消聲器是由不銹鋼管所製成，而其輕量化版本則是由鋁管製成。分貝等級為25分貝。只要任何步槍裝有渦旋式消焰器，風說者消聲器即可安裝在該步槍以上，無論膛径為7.62毫米或5.56毫米。風說者消聲器在軍事庫存系統當中與北约库藏编号同為NSN 1005-LLL-997965，而這NSN編號與其所取代的M14直連型所使用的相同。

## 資料來源
1. 1 2 3 4 5 6  Emerson, Lee. .  3 5. Las Vegas, Nevada: Lulu press. 2013: 326–328.
2. ↑  Senich, Peter R. .  1. Boulder, Colorado: Paladin Press. 1994: 96–100. ISBN 978-1-58160-609-6.
3. 1 2  Kokalis, Peter. . Shotgun News. 2005, 50 (12): 20–22, 24, 26.
4. ↑  M14 to MK14. Evolution of a Battle Rifle. （页面存档备份，存于） Retrieved on September 23, 2008.
5. 1 2   (PDF).   [26 June 2013]. （原始内容 (pdf)存档于2018-10-01）. （页面存档备份，存于）

## 外部連結
- （英文）—Smith Enterprise, Inc. （页面存档备份，存于）
- （英文）—M14DC_Suppressor_USG05 - M14DC_Suppressor_USG05.pdf （页面存档备份，存于）
- （英文）—Tactical Life.com—Smith Enterprise M14DC Wind Talker Sound Suppressor （页面存档备份，存于）